# Marienkirche (Darłowo)
Die Marienkirche in Darłowo (deutsch Rügenwalde) ist ein gotisches Bauwerk, eine dreischiffige Basilika mit einem 60 Meter hohen Westturm. Ihre Entstehungszeit fällt in das 14. Jahrhundert. Heute gehört sie als Kościół Matki Bożej Częstochowskiej w Darłowie zur Diözese Koszalin-Kołobrzeg im Erzbistum Stettin-Cammin.

## Baubeschreibung und -geschichte

### Allgemeines

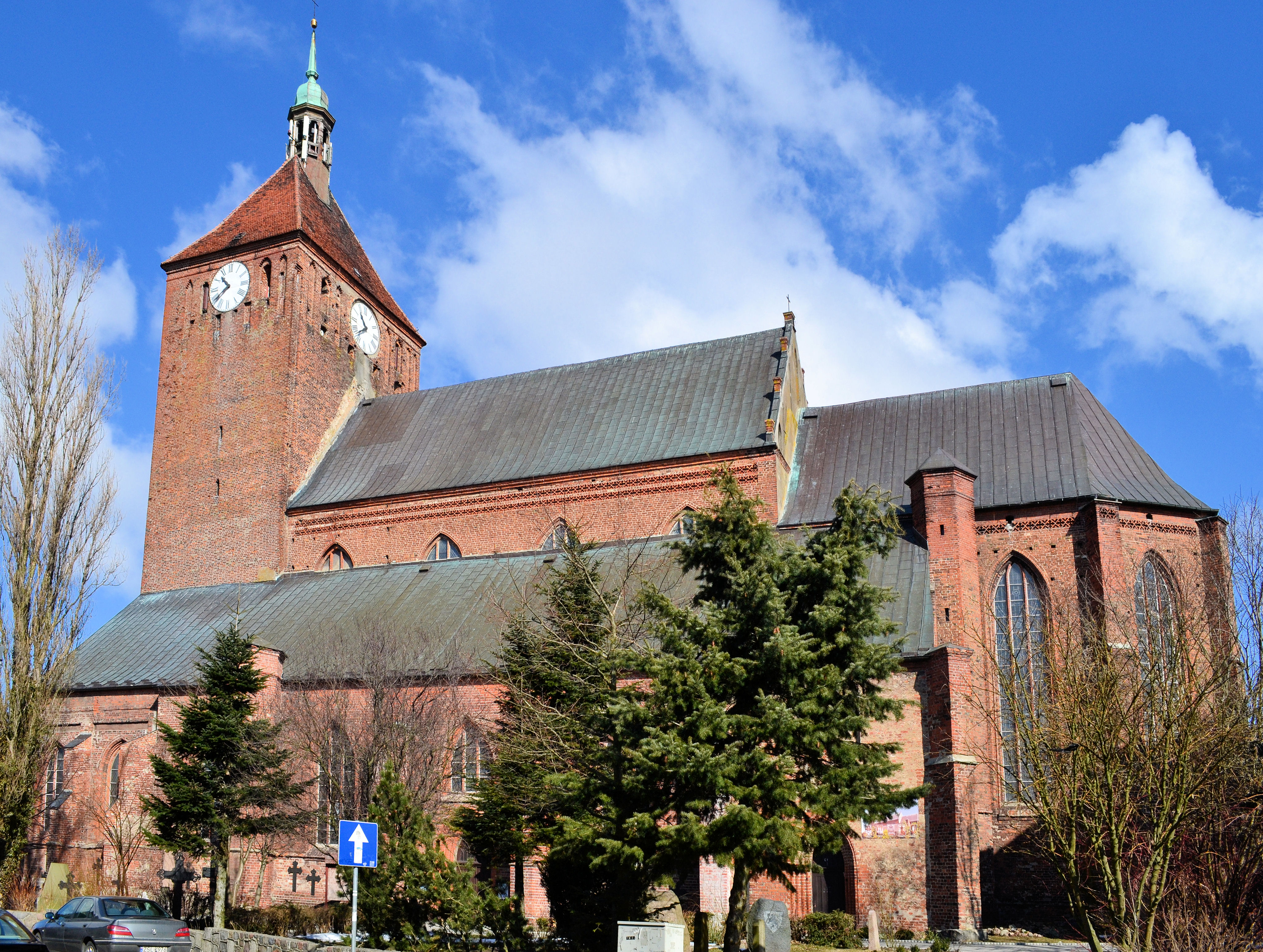
Marienkirche von Rügenwalde

Im Jahre 1321 verlieh Bischof Konrad IV. von Cammin den Rittern Peter von Neuenburg, dessen Bruder Jasco und den Söhnen des Ritters Laurenz das Patronat der Rügenwalder Marienkirche. Dies ist die erste Erwähnung der Kirche, die nun also schon fast 700 Jahre alt ist. Es handelt sich um einen spätgotischen Ziegelbau in der Ausführung einer Basilika. Viermal wurde die Kirche durch Brand zerstört, so dass wohl nur die Außenmauern, vielleicht noch das Gewölbe aus alter Zeit stammen.
Die dreischiffige Basilika wird von einem polygonalen Chor abgeschlossen. Die Verlängerung der Seitenschiffe an der Turmseite dürfte in späterer, mittelalterlicher Zeit entstanden sein.
Kirche und Seitenschiffe sind von Sterngewölben überdeckt. An der Nordseite befindet sich die zweigeschossige Sakristei. An der Südseite des Chores liegt die „Schüttenkapelle“, benannt nach einem Bürgermeister aus der Zeit des Dreißigjährigen Krieges.
Bis zum Jahre 1897 machte die Kirche mit ihren weißgetünchten Wänden einen eher nüchternen Eindruck. Dann wurde sie durchgreifend restauriert. Dabei wurden drei alte Emporen (die Rats-, Fürsten- und Invalidenempore) entfernt, wodurch ein einheitlicherer Eindruck entstand. Im Süden wurde dafür eine neue Empore installiert.
Der Fußboden der Marienkirche ruht auf einem Gewölbe, in dem über fünf Jahrhunderte Verstorbene bestattet worden sind.
Im Kirchturm befand sich früher eine Stube für den Turmwächter.
Um die Kirche herum lag einst ein Kirchhof, der von einer Steinmauer umgeben war.

### Altar und Kanzel

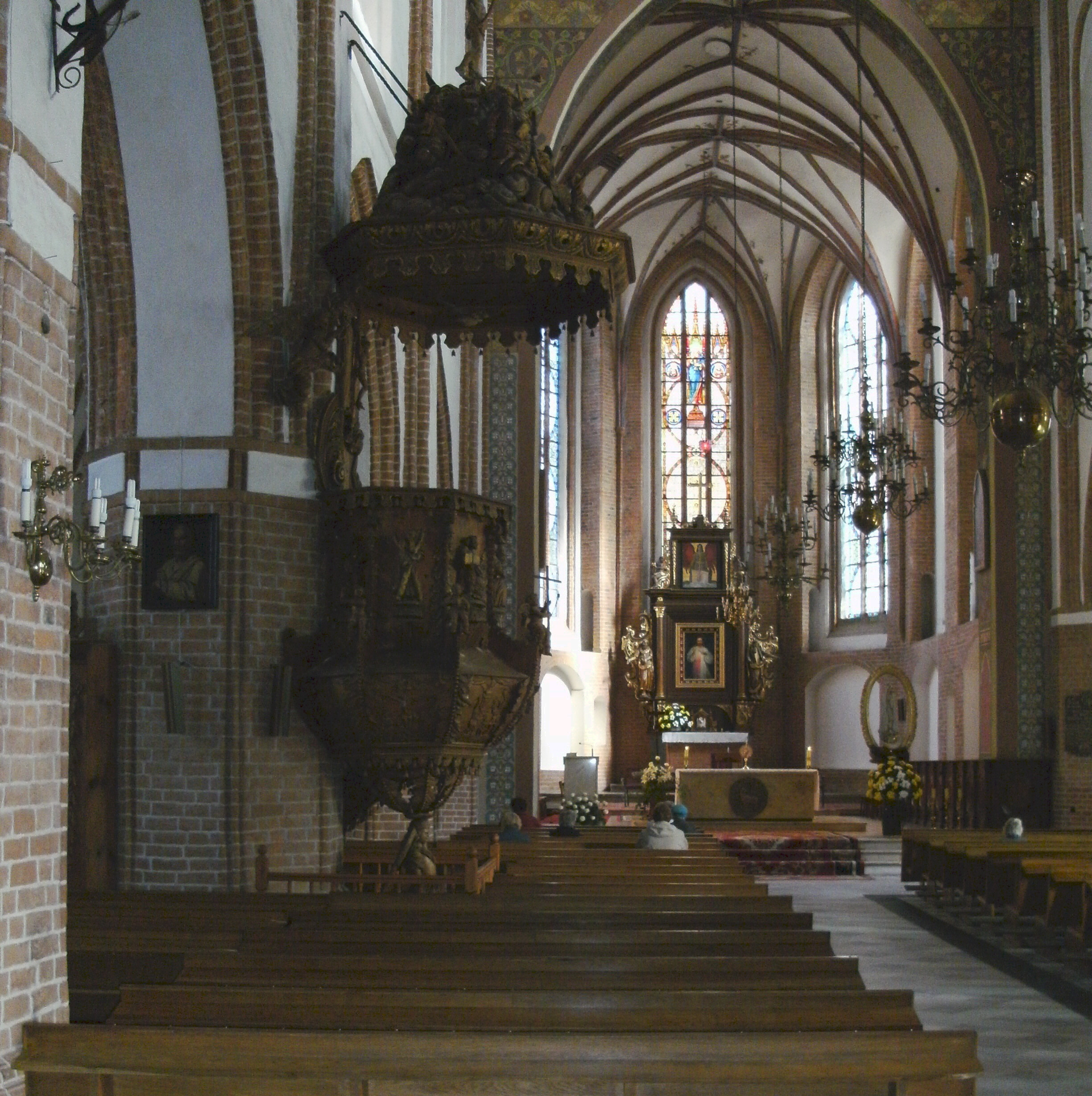
Blick auf den Altar, links die Kanzel

Im Altar ist das Gemälde „Christus stillt den Sturm“ zu sehen, das von Professor Hausmann stammt. Der Aufsatz des Altars zeigt ein Christusbild und stand früher in der Schlosskirche.
Die Kanzel stammt aus der Zeit des Barock. Sie soll ein altes Hanseatenschiff, eine Kogge, darstellen.
Vor Ende des Zweiten Weltkriegs hingen in der Kirche Ölgemälde Luthers und Melanchthons von Lucas Cranach d. Ä.

### Fürstengruft

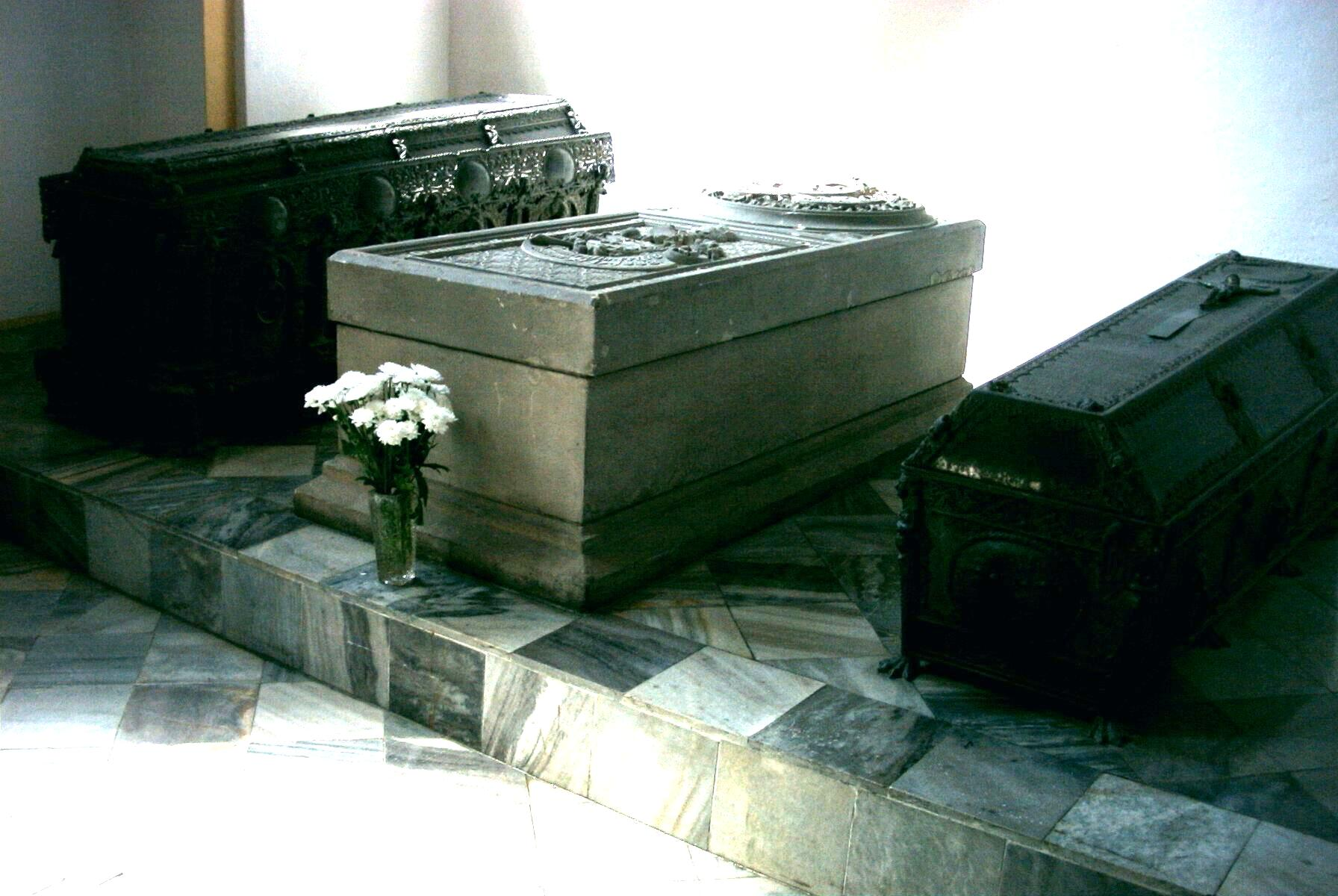
Gruftkapelle Marienkirche Rügenwalde mit Särgen von König Erik von Dänemark, Norwegen und Schweden, Herzog von Pommern-Stolp, und der Frauen der Greifenherzöge

Die sogenannte ‚Fürstengruft‘ enthält den Sarkophag des Herzogs Erich I. von Pommern-Stolp († 1459), der von 1412 bis 1439 unter dem Namen Erik König der Kalmarer Union (Dänemark-Norwegen-Schweden) gewesen war, aber nach dem verlorenen Krieg gegen die Hanse abgesetzt wurde. Ferner liegen hier die Fürstin Hedwig von Braunschweig-Wolfenbüttel (1595–1650), Gemahlin von Herzog Ulrich, und die letzte Herzogin Elisabeth von Schleswig-Holstein-Sonderburg (1580–1653), Gemahlin von Herzog Bogislaw XIV.

### Orgel
Die Orgel wurde 1853 neu gebaut, und die alte nach Krangen verkauft. Orgelbaumeister Johann Friedrich Schulze aus Paulinzella in Thüringen schuf dieses Werk. Die Prüfung und Abnahme der Orgel erfolgte durch den Stettiner Musikdirektor und Jakobi-Organisten Carl Loewe. 1897 wurde die Orgel weiter in den Turm hineingelegt.
Im Jahre 1925 wurde die Orgel von der Orgelbaufirma Arno Voigt aus Bad Liebenwerda umgebaut.

### Silberaltar
Von 1806 bis 1944 war der sogenannte Rügenwalder Silberaltar in der Marienkirche aufgestellt. Dieser war von Herzog Philipp II. (1573–1618) in Augsburg in Auftrag gegeben und von der Herzogin-Witwe Elisabeth nach Rügenwalde gebracht worden. Der 3 m hohe Altaraufsatz aus der Renaissancezeit, der 1616 vollendet wurde und der seit 1853 dem barocken Altar eingefügt war, enthielt 37 in Silber getriebene Flachreliefs von Johannes Körver aus Braunschweig († 1607) und dem Augsburger Silberschmied Zacharias Lencker († 1612) mit Themen aus dem Neuen Testament. Auf 12 der Reliefs war die Passion nach Stichen von Heinrich Goltzius (1596–1598) dargestellt.
Der Silberaltar wurde 1944 im Tresor der Kreissparkasse in Schlawe verwahrt, dort aber am Ende des Zweiten Weltkriegs geraubt. In den 1950er Jahren wurden im Osten Polens acht Reliefs des Altars aufgefunden; sie sind heute im Museum in Stolp ausgestellt. Die übrigen Teile des Silberaltars sind verloren. Seit 2010 ist der Silberaltar samt seinen teilweise erhaltenen Flügeln zeitweise in der Kapelle des Schlosses Darłowo/Rügenwalde zu sehen.

## Marienkirchengemeinde bis 1945
Die Marienkirchengemeinde Rügenwalde gehörte bis 1945 zum gleichnamigen Kirchenkreis, dessen Superintendenten zugleich die Inhaber der ersten Pfarrstelle der Marienkirche waren. Rügenwalde gehörte zur Kirchenprovinz Pommern der evangelischen Kirche der Altpreußischen Union. Im Jahre 1940 zählte die Marienkirchengemeinde 7800 Gemeindeglieder.
Nach dem Zweiten Weltkrieges wurde die Marienkirche nach 400-jähriger Nutzung als evangelisches Gotteshaus zugunsten der Römisch-katholischen Kirche in Polen zwangsenteignet.

## Pfarrer an der Marienkirche
I. „pastores et praepositi“:
1. ? : Gabriel Parchem
2. ? : Thomas Wittstock
3. ? : Laurentius Magerius
4. ? : Joachim Gützlaff
5. 1590–1599: Joachim Friese
6. 1599–1600: Nikolaus Ribbe
7. 1600–1620: Andreas Grantzin
8. 1621–1631: Jonas Gigas (Gigant)
9. 1632–1671: Georg Pegelow
10. 1671–1685: Daniel Simonis
11. 1687–1693: Joachim Stuvaeus
12. 1694–1700: Jeremias Tydäus
13. 1701–1718: Gottfried Buichner
14. 1719–1931: Joachim Friedrich Fabricius
15. 1732–1735: Christian Heyn
16. 1736–1745: Christian Plate (Plath, Plato)
17. 1745–1780: Johann Jakob Kolterjahn
18. 1781–1816: August Wilhelm Wagner
19. 1816–1834: August Wilhelm Wagner (Sohn von 18)
20. 1836–1849: Johann Ludwig Quandt
21. 1850–1884: Hermann Julius Stoessel
22. 1884–1891: Wilhelm Gutschmidt
23. 1891–?: Friedrich Karl Ludwig Theodor Leesch
24. 1919–1927: Franz Nebel
25. 1928–1945: Franz Molzahn

II. Archidiakone:
1. ? : Johann Kluge
2. 1595–1599: Nikolaus Ribbe
3. 1599–1600: Andreas Grantzin
4. 1600–1626: Johann Titel
5. 1626–1630: Kaspar Eichmann
6. 1631–1645: Dionysius Eggert
7. 1645–1672: Peter Stuvaeus
8. 1687–1690: Adran Langerfeld
9. 1691–1694: Jeremias Tydäus
10. 1694–1696: Jakob Spielenberger
11. 1696–1701: Gottfried Buchner
12. 1701–1726: Martin Witte
13. 1726–1731: Christian Heyn
14. 1731–1736: Christian Plate
15. 1736–1744: Johann Kolterjahn
16. 1744–1747: Johann David Jäncke
17. 1746–1784: Johann Joachim Heyn
18. 1785–1806: Erdmann Friedrich Wegener
19. 1807–1809: Johann Jakob Drahm
20. 1809–1817: August Weilhelm Wagner
21. 1818–1821: Heinrich Christian Gottlieb Schumann
22. 1821–1827: Gottfried Nikolai
23. 1829–1834: Karl Friedrich Gottlieb Crusius
24. 1835–1837: Johann Gottfried Ernst Sauer
25. 1837–1838: Eduard Philipp Otto Zupke
26. 1839–1847: Johann Georg Ferdinand Gube
27. 1847–1850: Hermann Julius Stoessel
28. 1850–1854: Hermann Friedrich Roth
29. 1855–1857: Johann Karl August Baudach
30. 1857–1900: Bernhard Theodor Herrfahrdt
31. 1901–1903: Paulus Karl Wilhelm Arlt
32. 1904–1909: Georg Heinrich Baars
33. 1910–1919: Franz Nebel
34. 1920–1930: Christoph Osterwald
35. 1930–? : Johannes Melke